# Tonium
| Prekambrium                  | Prekambrium          | Prekambrium   | Prekambrium       |
| Eon                          | Era                  | Period        | Miljoner år sedan |
| ---------------------------- | -------------------- | ------------- | ----------------- |
| Fanero- zoikum               | Paleozoikum          | Kambrium      | senare            |
| Protero- zoikum              | Neo- proterozoikum   | Ediacara      | 635–541           |
| Protero- zoikum              | Neo- proterozoikum   | Kryogenium    | 720–635           |
| Protero- zoikum              | Neo- proterozoikum   | Tonium        | 1000–720          |
| Protero- zoikum              | Meso- proterozoikum  | Stenium       | 1200–1000         |
| Protero- zoikum              | Meso- proterozoikum  | Ectasium      | 1400–1200         |
| Protero- zoikum              | Meso- proterozoikum  | Kalymmium     | 1600–1400         |
| Protero- zoikum              | Paleo- proterozoikum | Staterium     | 1800–1600         |
| Protero- zoikum              | Paleo- proterozoikum | Orosirium     | 2050–1800         |
| Protero- zoikum              | Paleo- proterozoikum | Ryacium       | 2300–2050         |
| Protero- zoikum              | Paleo- proterozoikum | Siderium      | 2500–2300         |
| Arkeikum                     | Neoarkeikum          |               | 2800–2500         |
| Arkeikum                     | Mesoarkeikum         |               | 3200–2800         |
| Arkeikum                     | Paleoarkeikum        |               | 3600–3200         |
| Arkeikum                     | Eoarkeikum           |               | 4000–3600         |
| Hadeikum                     |                      |               | 4600–4000         |
| Jorden bildas                | Jorden bildas        | Jorden bildas | tidigare          |
| Se även Geologisk tidsskala. |                      |               |                   |

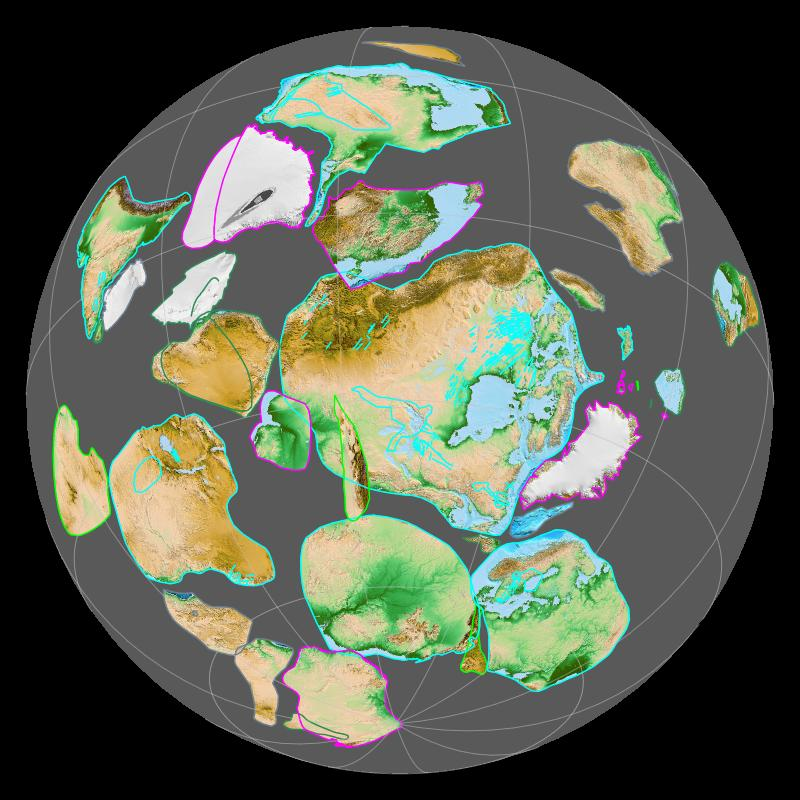
Superkontinenten Rodinia

Tonium är en geologisk period som varade för 1000–720 miljoner år sedan, före Kryogenium och den kambriska explosionen. Perioden tillhör eonen Proterozoikum och är den första perioden i eran Neoproterozoikum.
Tonium inleddes med bildandet av Grenvilles bergskedja, vilket var en lång process som varade för 1300 till 900 miljoner år sedan. Under denna geologiska period pågick flera bergskedjebildningar globalt sett, varav Grenville var den viktigaste och hade en avgörande roll i splittrandet av superkontinenten Rodinia.
Mycket tyder på att Tonium var en relativt dynamisk period. Splittrandet av Rodinia bidrog till att havens och atmosfärens kemi förändrades.
De cyanobakterier och stromatoliter som fanns bidrog till att öka syrehalten i jordens atmosfär och att bilda ett tjockare ozonlager. Uppskattningsvis steg syrehalten i atmosfären till 1 % av dagens nivåer. Jordens landmiljöer var fortfarande obeboeliga och exponerade för stark solstrålning. Under Tonium och tidigare geologiska perioder snurrade jordklotet snabbare och ett dygn utgjordes av ca 20–21 timmar. Ett år bestod därmed också av fler dygn, ungefär 450 stycken.
Rodinia började sönderdelas under slutet av perioden, och tycks ha splittrats i flera mindre kontinenter för 725 miljoner år sedan. Under loppet av ca 150 miljoner år hade flera dotterkontinenter till Rodinia bildats, samt det ganska vidsträckta Iapetushavet, ett hav som skulle finnas i flera miljoner år till.

## Biologisk utveckling
Tonium bjöd inte på en lika hög diversitet och inte lika komplexa livsformer som senare geologiska perioder efter den kambriska explosionen, men det finns påträffade fossil av framförallt enklare, flercelliga organismer. Fossil av arten Otavia antiqua, en flercellig organism som liknade dagens svampdjur, har hittats i dagens Namibia och härrör från den här perioden. 
Stromatoliter tycks ha varit de dominerande och största livsformerna. Vid Toniums början för ca 1000 miljoner år sedan fanns en stor diversitet och många olika arter. Men för ungefär 800 miljoner år sedan blev miljön mer instabil och stromatoliternas diversitet minskade markant.

### Fotnoter
1. 1 2  ”The Neoproterozoic and Cambrian: A Time of Upheavals, Extremes and Innovations”. http://www.clickpe.com/labise/arquivos/book_chapters/09.pdf. Läst 3 juni 2020.
2. ↑  Poulton, Simon. ”Earth’s 'boring billion' years of stagnant, stinking oceans might actually have been rather dynamic” (på engelska). The Conversation. http://theconversation.com/earths-boring-billion-years-of-stagnant-stinking-oceans-might-actually-have-been-rather-dynamic-120134. Läst 5 juni 2020.